# Унферцагт, Вильгельм
Вильгельм Унферцагт (нем. Wilhelm Unverzagt; 21 мая 1892, Висбаден, Пруссия — 17 марта 1971, Берлин) — немецкий археолог, одна из важнейших фигур в археологии послевоенной Германии.

## Биография
Родился 21 мая 1892 года в Висбадене.
Работал в «Отделе предыстории», который был в это время крупнейшим среди музеев этого профиля в Германии и относился к Этнологическому музею. В возрасте 34 лет в 1926 году, после ухода на пенсию Карла Шухгардта Вильгельм Унферцагт возглавил «Отдел предыстории». В 1931 году Унферцагт добился создания самостоятельного Музея предыстории и ранней истории.
В 1927 году Унферцагт заложил основу программы исследования городищ — Сообщество для изучения древних городищ и укреплений Средней и Восточной Германии (Arbeitsgemeinschaft zur Erforschung der nord- und ostdeutschen vor- und frühgeschichtlichen Wall- und Wehranlagen).
После ухода Густафа Коссинны на пенсию Вильгельм Унферцагт стал преподавать в Берлинском университете, а после смерти Густафа Коссинны (1931) получил там в 1932 году должность внештатного профессора.
В 1937 году Вильгельм Унферцагт вступил в НСДАП, но, несмотря на это, в 1930-е гг. его исследовательская программа городищ прекратилась. Лишь на некоторых городищах он всё же смог провести раскопки, например, Цантох (ныне Санток в Польше), Лоссов в городе Франкфурт-на-Одере и Лебус.

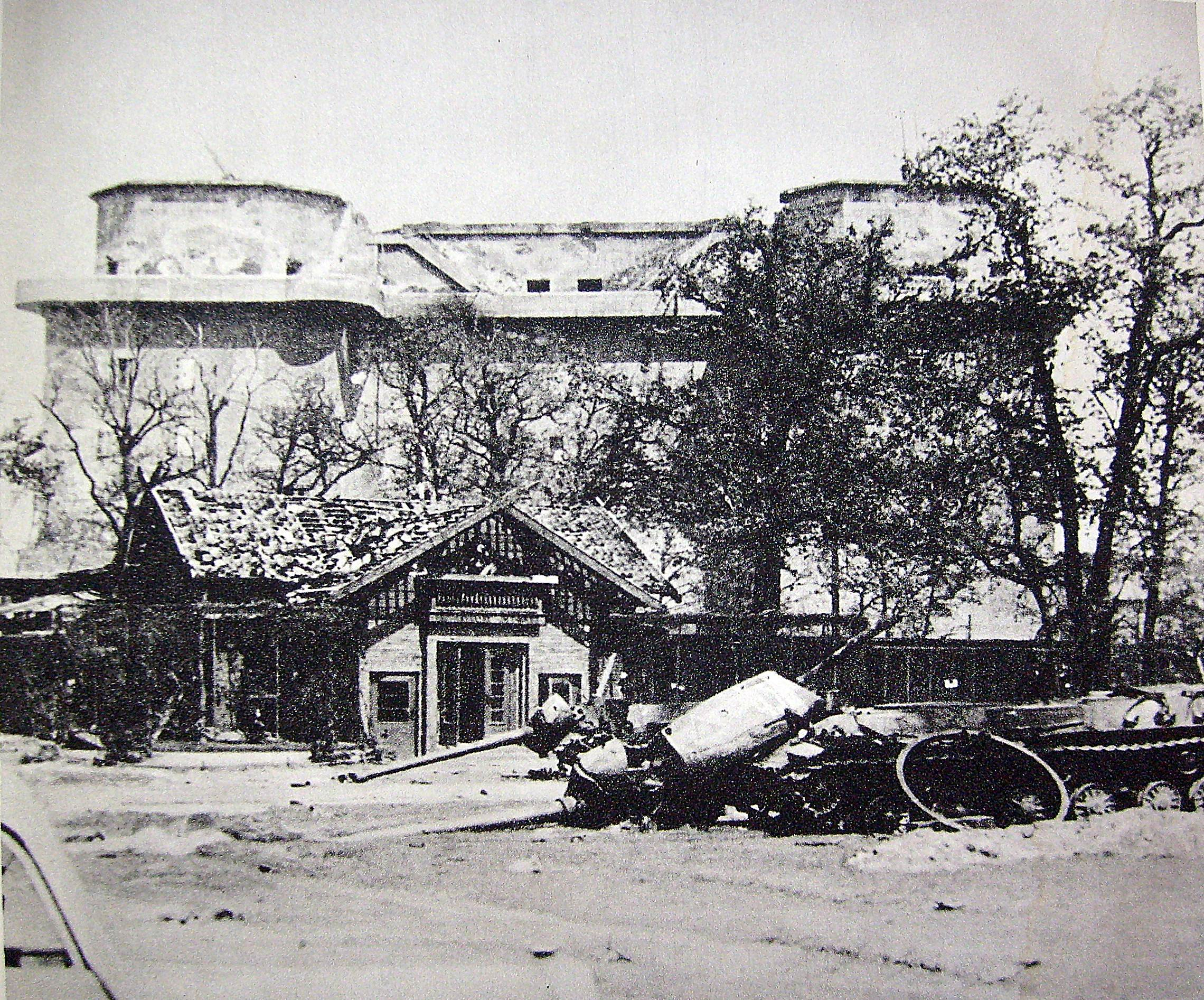
Зенитная башня люфтваффе у Зоологического сада в мае 1945 года

В конце августа 1939 года, перед началом Второй мировой войны Музей предыстории и ранней истории был подготовлен к эвакуации. Наиболее ценные предметы упакованы в три «ящика для транспортировки золота» и в 30 переносных коробок, которые хранились с января 1941 года в хранилище Рейхсбанка, а с ноября 1941 года — в зенитной башне люфтваффе у Зоологического сада.
6 марта 1945 года фюрер приказал эвакуировать предметы искусства и культуры. В марте и апреле Унферцагт перевёз большую часть коллекции Музея предыстории и ранней истории из Берлина на запад, в шахты в Меркерс, Шёнебек и Граслебен. Вильгельм Унферцагт лично охранял находки из раскопок Генриха Шлиманна в Трое (находившиеся в трёх «ящиках для транспортировки золота» 1538 ценных предметов) в зенитной башне люфтваффе у Зоологического сада и, как он позже писал, «сохранил их целыми и невредимыми, несмотря на все опасности». В ночь с 1 на 2 мая 1945 года зенитная башня передана немецким комендантом советским войскам. 2 мая Вильгельм Унферцагт передал советской комендатуре 28 ящиков с фондами Музея предыстории и ранней истории. 5 мая советский комендант башни назначил Унферцагта «директором музея в башне-бункере». С 13 мая по 8 июня советские войска вывезли ящики из башни на склад. 5 октября 1946 года Унферцагт написал бывшей сотруднице музея Вильгельм Йенни (1896—1960): «На этом существование нашего музея практически закончилось».
30 июня 1945 года три «ящика для транспортировки золота» из музея самолётом были доставлены в Москву, а 8 июля оказались в запасниках Государственного музея изобразительных искусств имени A. C. Пушкина (ГМИИ). Другие ящики из музея отправлены в сентябре железнодорожными составами в Ленинград. Здесь их распределили в запасниках советских музеев, в частности Государственного Эрмитажа и Музея антропологии и этнографии им. Петра Великого Академии наук СССР.
В 1946 году Советская военная администрация в Германии (СВАГ) поставила задачу Вильгельму Унферцагту подготовить создание Института изучения материальной культуры древних славян (Institut zur Erforschung der materiellen Kultur der Altslawen) по образцу институтов Академии наук СССР. В 1949 году Вильгельм Унферцагт стал членом Германской академии наук в Берлине (с 1972 года — Академии наук ГДР). Вильгельм Унферцагт возобновил программу исследования городищ, особенно активно выступая за изучение славянских городищ. В 1950—1953 годах велись раскопки в Тетерове. В 1953 году, после смерти Фрица Рёрига Вильгельм Унферцагт стал директором Института предыстории и ранней истории Германской академии наук в Берлине. Он был инициатором и редактором первых двух томов издания по древним городищам и укреплениям Handbuch vor-und frühgeschichtlicher Wall-und Wehranlagen, опубликованным в 1958 и 1960 годах.
В 1947 году в Западном Берлине Гертруда Дорка начала восстановление Музея предыстории и ранней истории, первая выставка открылась 21 мая 1955 года в помещениях Этнологического музея, в 1960 году музей переехал в здание театра в дворце Шарлоттенбург. В 1958 году часть вывезенных в СССР экспонатов Музея предыстории и ранней истории была возвращена Вильгельму Унферцагту. В 1963 году на основе этой коллекции создан Музей древней и ранней истории (Museum für Ur- und Frühgeschichte) на Музейном острове. После объединения Германии коллекция передана в 1992 году Музею предыстории и ранней истории.
Несмотря на должность Унферцагт жил в Западном Берлине.
Умер Унферцагт 17 марта 1971 года в Берлине.
В начале 1990-х гг. стало известно, что в бывшем СССР хранятся немецкие музейные ценности, не возвращённые в 1958 году. В 1993 году российское правительство официально признало, что вывезенные ценности из Музея предыстории и ранней истории, включая собрание троянских древностей Генриха Шлимана хранятся в запасниках Государственного музея изобразительных искусств имени A. C. Пушкина (ГМИИ). Эти ценности представлены публике на выставке «Сокровища Трои из раскопок Генриха Шлимана» в ГМИИ в Москве (16 апреля 1996 — 15 апреля 1997) и выставке «Шлиман. Петербург. Троя» в Эрмитаже в Санкт-Петербурге (19 июня — 18 октября 1998 года).